# Alan Jerrard

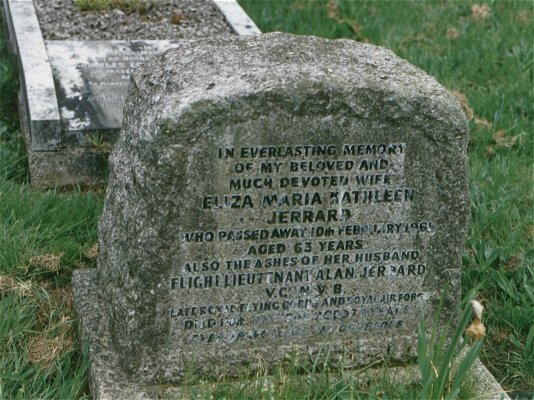
Grób Alana Jerrarda

Alan Jerrard (ur. 3 grudnia 1897 w Londynie, zm. 14 maja 1968 w Weston-super-Mare) – brytyjski pilot myśliwski okresu I wojny światowej, odznaczony Krzyżem Wiktorii (VC).
Urodził się w Lewisham w południowym Londynie. Studiował na uniwersytecie Birmingham, lecz po wybuchu I wojny światowej wstąpił ochotniczo do wojska. Od stycznia 1916 służył w 5. pułku South Staffordshire. W sierpniu 1916 przeniósł się jednak do lotnictwa (Royal Flying Corps) i ukończył szkolenie pilota myśliwskiego.
Od połowy 1917 roku służył w 19. Dywizjonie (19 Sqn) RFC we Francji, na myśliwcach SPAD VII, lecz 5 sierpnia 1917 został ranny w wypadku, w swoim drugim locie bojowym. Po wyzdrowieniu, od 22 lutego 1918 służył w 66. Dywizjonie RFC we Włoszech, na froncie włosko-austriackim, latając na myśliwcach Sopwith Camel. W okresie od 27 lutego do 21 marca 1918 odniósł cztery zwycięstwa powietrzne: trzy nad myśliwcami austriackimi (Aviatik D.I i Albatros D.III (Oef)) i jedno nad balonem obserwacyjnym.
30 marca 1918 podczas patrolu z Peterem Carpenterem i Haroldem Eycott-Martinem, atakując lotnisko Mansuè, stoczył walkę z austriackimi myśliwcami Albatros D.III (Oef), podczas której jego samolot został zestrzelony przez asa Benno Fialę von Fernbrugg z eskadry Flik 51/J, a sam Jerrard dostał się do niewoli. Z niedokładnej relacji dwóch pozostałych pilotów wynikało, że Brytyjczycy stoczyli walkę nad lotniskiem z około 19 samolotami wroga, i że Jerrard miał zestrzelić trzy z nich, ratując przy tym jednego z kolegów przed zestrzeleniem (Carpenter przypisywał sobie ponadto zestrzelenie jednego samolotu, a Eycott-Martin dwóch). Sam Jerrard po uwolnieniu twierdził, że trafił tylko jeden samolot i ostrzelał kilka innych. W rzeczywistości Brytyjczycy walczyli z czterema myśliwcami, z których jeden został uszkodzony i przymusowo lądował, a pilot drugiego został ranny. Niemniej jednak, dowództwo brytyjskie oficjalnie zaliczyło Jerrardowi trzy zestrzelenia (łącznie z nimi miał 7, przez co zyskał status asa). Nadto, został uhonorowany najwyższym brytyjskim odznaczeniem bojowym Krzyżem Wiktorii (Victoria Cross). Był on jedynym z pilotów latającym na Camelach, odznaczonym Victoria Cross (mimo że na tym typie samolotu latało wielu asów o znacznie większych dokonaniach).
Po wojnie Jerrard kontynuował służbę w lotnictwie brytyjskim Royal Air Force i latał m.in. podczas interwencji w Rosji, lecz z powodów zdrowotnych odszedł ze służby w 1933, w stopniu flight lieutenant.